# Ukośna Szczelina Dolna
Ukośna Szczelina Dolna, Schronisko w Wąwozie Na Łopiankach II – szczelina w górnej części wąwozu Półrzeczki, na północ od wsi Mników w województwie małopolskim, w powiecie krakowskim, w gminie Liszki. Pod względem geograficznym znajduje się na Garbie Tenczyńskim, na południowym skraju Wyżyny Krakowsko- Częstochowskiej.

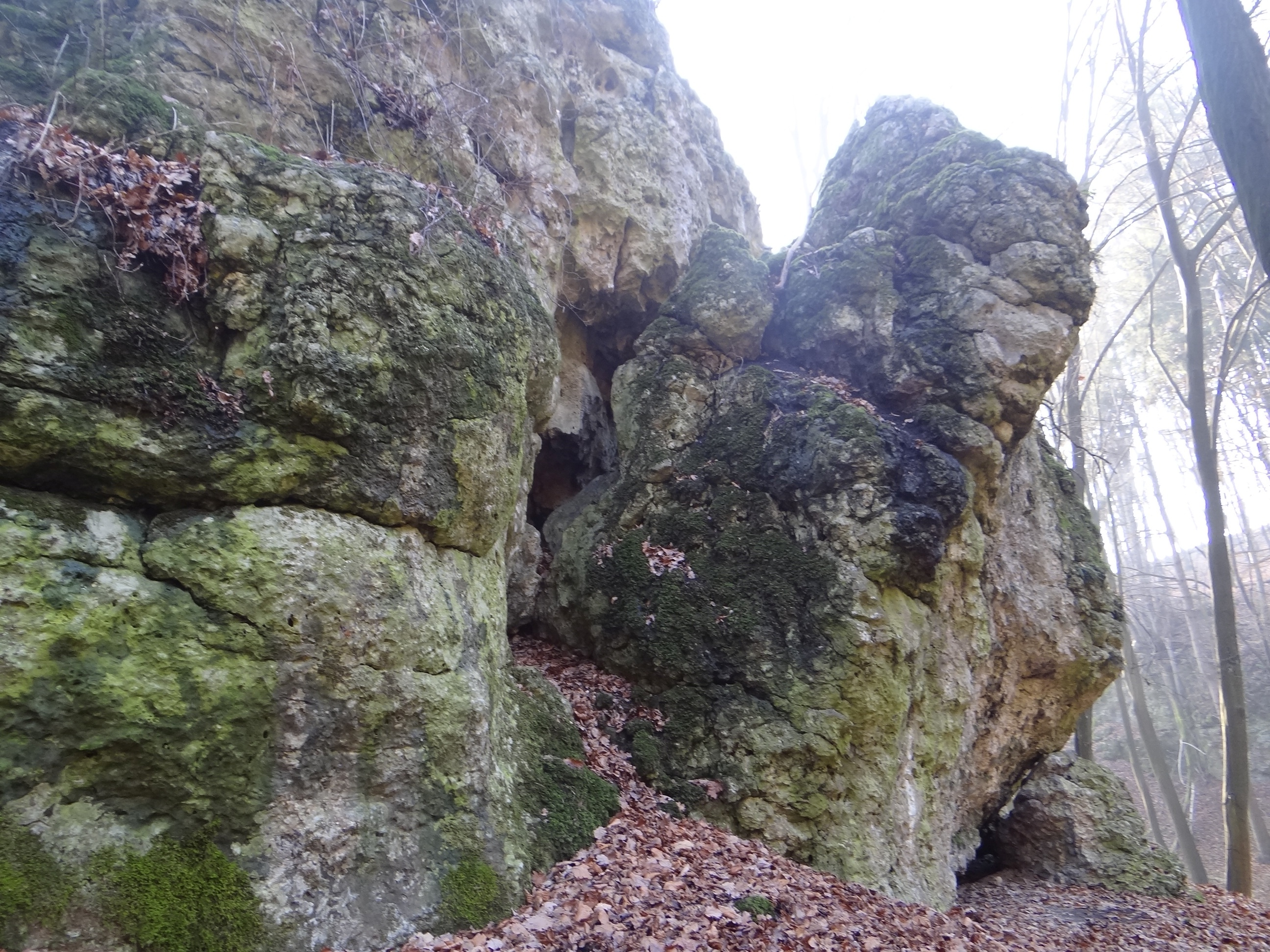
Ukośna Szczelina Górna (po lewej) i Dolna (po prawej)

## Opis obiektu
Szczelina znajduje się w narożnej skale w orograficznie lewym zboczu wąwozu, na wysokości ok. 5 m nad dnem doliny, w odległości około 150 m od autostrady A4. W miejscu tym dolina zakręca. W jej prawych zboczach, naprzeciwko Ukośnej Szczeliny Dolnej znajduje się otwór jaskini Meander w Wąwozie Półrzeczki. 
Szczelina powstała na ukośnym pęknięciu ciosowym. Od otworu północnego ciągnie się na skalnej grzędzie o wysokości około 1 m ciasny korytarz w postaci rynny dennej. Szczelina powstała  w strefie aeracji w skałach wapiennych pochodzących z jury późnej. Na jej dnie znajduje się gruba warstwa liści z niewielką domieszką gliny. Nacieków brak. Szczelina jest sucha i w całości widna. Jej ściany porastają glony, porosty i mchy. Ze zwierząt obserwowano pająki sieciarze jaskiniowe.
Jako Schronisko w wąwozie Na Łopiankach II wymienili ją w zestawieniu jaskiń w 1986 r. A. Górny i M. Szelerewicz. Dokumentację jaskini opracowali A. Górny i P. Malina w październiku 1999 r. Plan sporządził A. Górny.
W tej samej narożnej skale, tuż powyżej Ukośnej Szczeliny Dolnej znajduje się Ukośna Szczelina Górna.